# Slizoplod obsrdčitý

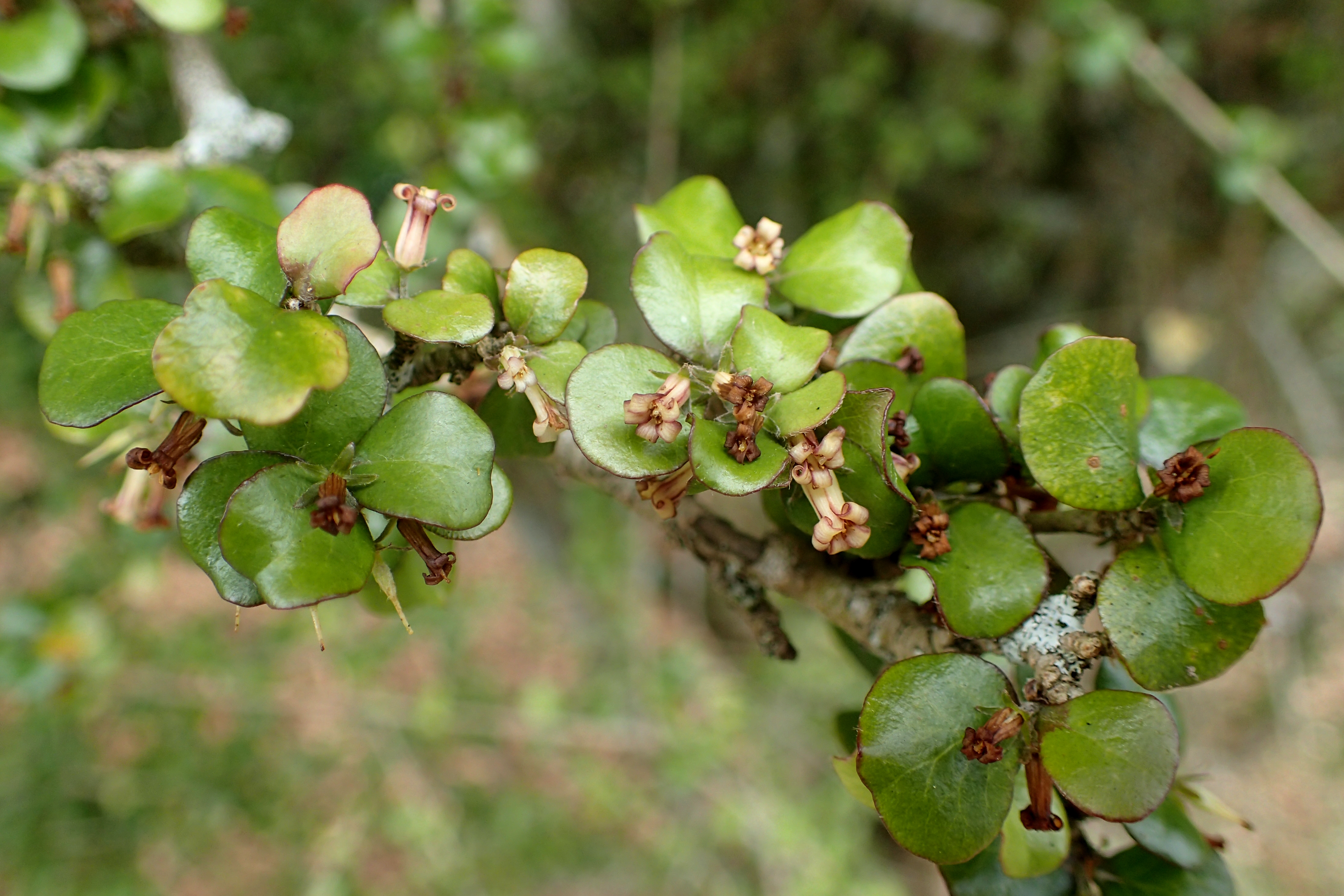
Listy a květy

Slizoplod obsrdčitý (Pittosporum obcordatum) je stálezelený, listnatý, jen řídce se vyskytující nevysoký strom sloupovitého habitu, jeden z celkem asi 140 druhů rodu slizoplod (Pittosporum), který se na Novém Zélandu vyskytuje v 21 druzích. Z nich je nejvzácnější endemický druh slizoplod obsrdčitý, který v malých počtech roste na obou hlavních novozélandských ostrovech a je organizaci IUCN hodnocen jako téměř ohrožený taxon.

## Ekologie
Dřeviny vykvétají po dobu asi třech týdnů v období od konce září do počátku prosince. Plody dozrávají od prosince do května a na stromech přetrvávají po dlouhou dobu. Toto široké rozmezí je dáno růstem v odlišném klimatu, rozdílná nadmořská výška a zeměpisná šířka. Maximální životnost stromu se odhaduje na 150 let.
Většinou se vyskytuje v nížinných lužních lesích, kde z jara je půda bažinná, v létě silně vysychavá a přes zimu mokrá nebo i promrzlá. Roste na místech s průměrnou roční teplotou 9 až 15 °C, nadmořskou výškou pod 500 m n. m. a dešťovými srážkami od 1000 po 1500 mm (suché léto, mokrá zima) a má tendenci vyskytovat se převážně na východním pobřeží Nového Zélandu.

## Popis
Neopadavý, dvoudomý strom úzkého vzrůstu dorůstající do výše 5, nejvýše 8 m. Kmen je od spodu porostlý mnoha tenkými, navzájem křížem propletenými šedými až červenohnědými větvičkami, větvícími se obvykle v pravém úhlu a pokrývající obvykle celý kmen. Listy jsou vícetvaré, u čerstvých semenáčů nebo i na mladých větvičkách vyrůstají střídavě a jsou blanité, u starších jedinců jen na koncích brachyblastů a jsou kožovité. V mládí jsou úzce podlouhlé, blanité, dlouhé 5 až 10 mm a široké 2 až 8 mm, mívají hluboce laločnatý vrchol nebo jsou celé zubaté či laločnaté, bývají tmavě zelené a mají žlutozelené skvrny. Juvenilní rostlina má listy úzce podlouhlé až eliptickém, obsrdčité či třílaločné, dlouhé 3 až 6 mm a široké 2 až 5 mm, bývají tmavě zelené, hnědozelené a žlutozeleně skvrnité. Dospělá dřevina má listy celistvé, obvejčité, okrouhlé nebo kosočtverečné, na tupém vrcholu obsrdčité, bývají dlouhé 3 až 4 mm a stejně tak i široké.
Květy vytvářejí čtyři až osmičetné shluky, které vyrůstající z paždí listů nebo na koncích brachyblastů. Květ na krátké stopce s opadavými listenci je jednopohlavný, pětičetný a v noci voní. Opadavých kališních lístků je pět, jsou asi 3 mm dlouhé, kopinaté a na koncích špičaté. Korunních lístků je také pět, bývají okolo 6 mm velké, podlouhlé, vytvářejí válcovitou trubku se silně nazpět zahnutými špičkami a bývají růžové, kaštanově žluté nebo světle žluté, často mají červeně zbarvené okraje nebo jsou červeně podélně pruhované. Samčí květ má čtyři růžové, 3 mm dlouhé tyčinky se žlutými prašníky. V samičím květu jsou čtyři patyčinky, 3 mm horní kulovitý semeník a jedna 1 mm dlouhá čnělka s hlavičkovou či dvoulaločnou bliznou. Květy jsou opylovány převážně nočními motýly a včelami, lákají je na intenzivní vůni vydávanou hlavně v noci.
Plod je dvoudílná, vejčitá či oválná, dřevitá, drsná, řídce chlupatá, tmavě zelená tobolka asi 8 mm dlouhá a 6 mm široká. Tobolka se ve zralosti půli, obsahuje dvě až šest nepravidelně kulovitých, lesklých, černých semen uložených ve žluté sliznaté buničině. O přirozeném způsobu šíření semen není příliš informací.
Bylo prokázáno, že listy mají léčebné účinky. Usušené a na prášek rozdrcené se smísí s olejem semen mučenky (Passiflora tetrandra) a používají se k léčbě ekzému kůže a svrabu.

## Rozmnožování
Přirozeně se stromy rozšiřují semeny, která klíčí obvykle v průběhu září až srpna, kdy ze semene vyraší tři až čtyři děložní lístky. Při umělém rozmnožování se vysévají čerstvá semena, nebo se sázejí polotvrdé řízky. Mladým rostlinkám se nejlépe daří v polostínu ve vlhké, úrodné půdě.

## Ohrožení
Slizoplod obsrdčitý se celkem vyskytuje ve čtrnácti lokalitách, většina jich je na soukromých pozemcích. Existují pouze dvě populace s více než 200 stromy, přičemž většina ze zbývajících má méně než 100 jedinců. Jednotlivé lokality bývají od sebe značně vzdálené, takže vzájemný přenos pylu je nereálný. Pro tuto disjunktní distribuci vykazuje druh jen malou genetickou rozmanitost, stanoviště s relativně malým počtem rostlin jsou náchylná k dalšímu snižování genetického driftu.
Přirozená regenerace je často brzděna šířením nepůvodních agresivních plevelů, například ostřice přetrhované, které dusí mladé semenáče a brzdí je v růstu stíněním i odnímáním půdní vláhy a živin. Některá nepočetná stanoviště, která obsahují jen několik málo stromů pouze stejného pohlaví, se prakticky nemohou rozmnožit a jsou odsouzená k zániku. Protože však rostliny rodu slizoplod bývají zhusta sexuálně nestabilní (na samčích rostlinách dozraje asi v 6 % několik plodů se semeny) mohou i izolovaní jedinci nečekaně vytvořit plody a rozšířit se. V interní novozélandské kvalifikaci ohrožení je tento druh veden v kategorii ohrožených rostlin.